# 新アポロ出版
新アポロ出版株式会社（しんアポロしゅっぱん）は、ぶんか社のグループ会社であり、主に自動車雑誌関連の編集・広告業務を行っている編集プロダクションである。

## 概要
新アポロ出版の前身である「株式会社アポロ出版」は、1978年10月に設立された出版社であり、東京都台東区元浅草に所在していた。自動車雑誌、バイク雑誌、音楽雑誌、生活雑誌などを発行し、最盛期の2005年6月期決算では年間売り上げ35億5300万円を計上し、同年7月には「株式会社アポロコミュニケーション」に社名変更を行った。同時期（2001年から2006年まで）には自動車イベント「オートギャラリー東京」を主催していた。
しかしながら、自動車雑誌の売り上げ不振と印刷工場建設のための借入金から財政が悪化、2006年11月27日、東京地方裁判所に民事再生法の適用を申請、倒産した。この際、関連会社であったモーター毎日出版（東京都文京区大塚）、株式会社東雲社（川崎市幸区中幸町）も同時に適用申請を行っており、3社合計の負債総額は約45億円に達した。
2007年、ぶんか社が旧経営権の大部分を引き受け、新アポロ出版の設立に到った。新アポロ出版では、『ザ・マイカー』、『ジャーマン・カーズ』（ぶんか社発行）、『バイブス』（海王社発行）など、旧アポロ出版時代からの雑誌の編集・広告を担当している。
アポロ出版およびアポロコミュニケーションまでの発行誌については、販売元は株式会社ディーアンドエーが行っていた。新アポロ出版への移行に際し、複数の雑誌がぶんか社以外に移管されている。

## 沿革
- 1978年10月 - アポロ出版を設立
- 2005年7月 - アポロコミュニケーションに社名変更
- 2006年11月 - 民事再生法適用
- 2007年2月 - ぶんか社のグループ会社新アポロ出版株式会社として事業を再開
- 2019年7月 - ぶんか社グループ内の再編によりぶんか社の自動車雑誌事業を文友舎に移管[7]。新アポロ出版による自動車情報サイト「Automobiles Japan（オートモービルズ・ジャパン）」を開設[8]。
- 2020年10月 - 株式会社ビーグリーのぶんか社グループ持株会社株式会社NSSK-C（親会社）の持株会社株式会社NSSK-CC（祖父会社）の取得により、株式会社ビーグリーの子会社となる[9]。

## 新アポロ出版の雑誌
※括弧内の刊行年は雑誌の創刊・休刊を示し、旧アポロ出版・アポロコミュニケーション時代も含む。

### 文友舎：発行・発売
- カワサキバイクマガジン（1990年 - ）[10]
- レッツゴー4WD（1991年 - ）[11]
- アメ車マガジン（1999年 - ）[12]
- ジャーマン・カーズ（2002年 - 2024年）[13]
- 4WD・SUVパーツガイド（2002年 - ）[14] ※年一回発行のムック

### ぶんか社：発行・発売
- ジパングツーリング（1997年 - 2009年）[15]

### 海王社：発行・発売
- VIBES（1990年 - 2018年）[16] ※広告のみ：編集は源[16]。2018年に編集会社の有限会社源へ移管
- ザ・マイカー（1995年 - 2020年）[17] ※広告のみ：編集はGOODSPEED
- ブランドバーゲン（1998年 - 2016年）[18]
- ブランドバーゲンメンズ（1998年 - 2008年）[19]

## アポロ出版・アポロコミュニケーションの雑誌
※括弧内の刊行年は雑誌の創刊・休刊を示し、新アポロ出版時代も含む。当時の販売元は株式会社ディーアンドエー。

### ぶんか社に移管された雑誌
- kasawakiバイクマガジン」（1990年 - ）
- レッツゴー4WD（1991年 - ）
- ザ・マイカー（1995年 - ）
- ジパングツーリング（1997年 - 2009年）
- アメ車マガジン（1999年 - ）
- ジャーマン・カーズ（2002年 - 2024年）

※以下の2誌は新アポロ出版での紹介がない為、同社による編集・広告の取り扱いは不明。
- トレンドワゴン（1993年 - 2008年）[20][21]
- 掘り出しパーツ（2002年 - 2008年）[22][21]

### 海王社に移管された雑誌
- VIBES（1990年 -  ）
- ブランドバーゲン（1998年 - 2016年）
- ブランドバーゲンメンズ（1998年 - 2008年）

### かぴさまエンターテイメントに移管された雑誌
※かぴさまエンターテイメントは社名変更し、2012年12月以降の発行元は「桜花出版」名義となる。
- P&Dマガジン（1996年 - 2012年）[25]
- ランドクルーザーマガジン（1997年 - 2013年）[26]
- シックススター（2005年 - 2008年）[27]

### ネコ・パブリッシングに移管された雑誌
- ホンダスタイル（2003年 - ）[28]

### ディーアンドエーに移管された雑誌
- オートクライン（2000年 - 2009年）[29][30]